# Zoom (magazine)
Zoom est un magazine français de photographie grand format dont le slogan est « Le magazine de l'image », publié entre 1970 et 1991.